# Mansour Dia
Mansour Dia (Mansour Mamadou Dia; * 27. Dezember 1940 in Dakar) ist ein ehemaliger senegalesischer Weit- und Dreispringer.
1964 kam er bei den Olympischen Spielen in Tokio im Dreisprung auf den 13. Platz.
Bei den Afrikaspielen 1965 in Brazzaville gewann er Silber im Dreisprung und Bronze im Weitsprung.
Im Dreisprung wurde er Achter bei den Olympischen Spielen 1968 in Mexiko-Stadt und Sechster bei den Olympischen Spielen 1972 in München.
Bei den Afrikaspielen 1973 in Lagos siegte er im Dreisprung und holte Bronze im Weitsprung.
Seine persönliche Bestleistung im Dreisprung von 16,77 m stellte er am 4. September 1972 in München auf.